# 원형 탈모증

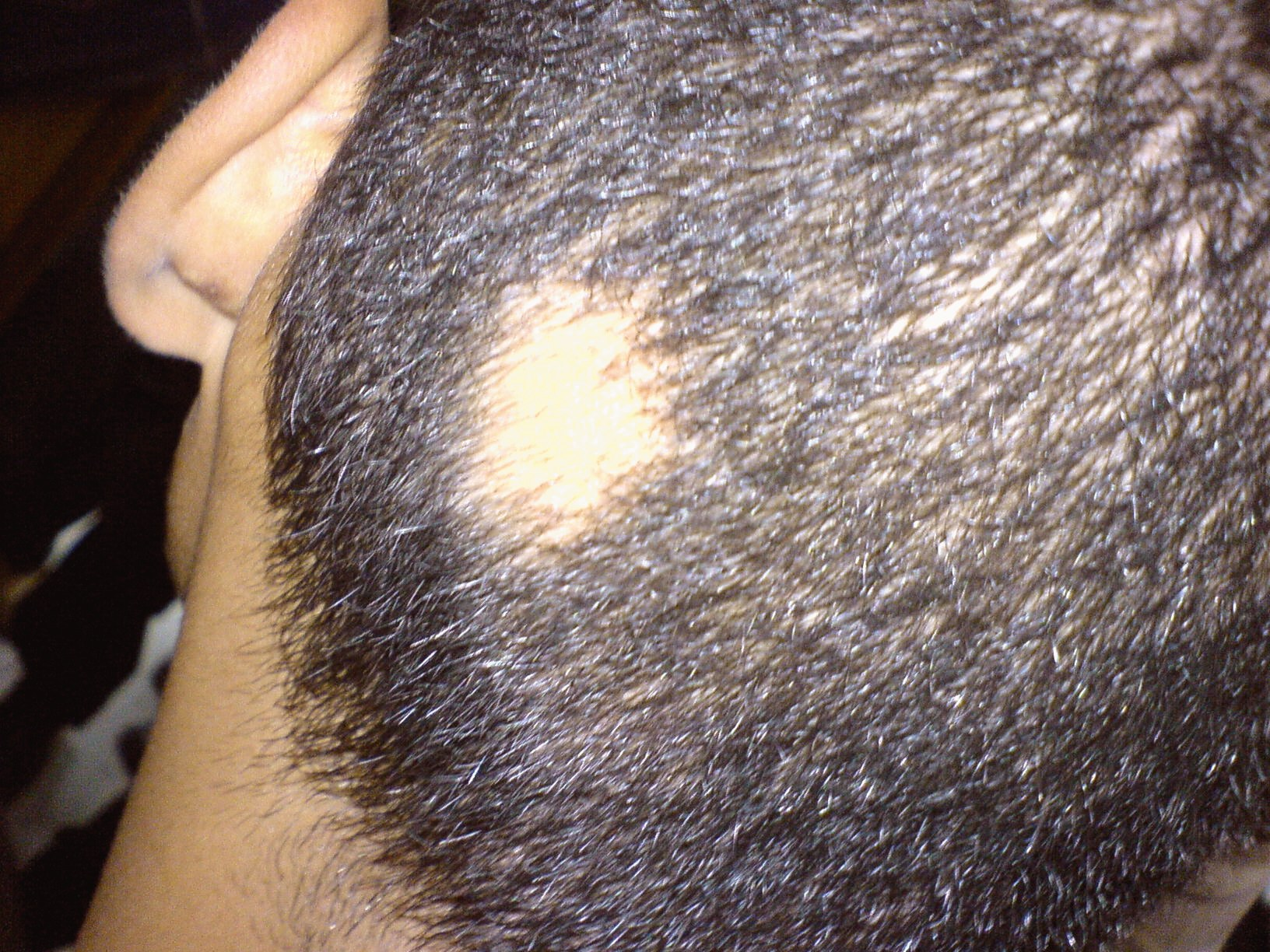
원형 탈모증

원형 탈모증은 몸의 일부 또는 모든 부위에 털이 빠지는 질환이다. 흔히 두피에 몇 개의 대머리 반점이 생기는데, 각각 동전 크기 정도 된다. 심리적 스트레스에 의해 발생할 수 있으며 두피에 있는 털이나 전신 털이 모두 없어져 영구적으로 탈모가 되는 경우도 있다. 원형 탈모증은 모낭에 균열이 생긴 자가면역질환으로 여겨진다. 위험인자에는 가족력이 포함된다. 일란성 쌍둥이가 영향을 받으면 다른 쌍둥이도 영향을 받을 확률이 약 50%이다. 기초적인 메커니즘은 모낭의 면역 매개 파괴로 몸이 자신의 세포를 인식하지 못하는 것을 포함한다. 아직 뚜렷하게 밝혀진 치료법은 없으며 코티손 주입과 같은 모발 재생을 가속화하는 방법은 사용할 수 있다. 또한 선스크린, 추위와 햇빛로부터 보호하기 위한 헤드커버, 속눈썹이 빠진 경우 안경 등이 추천된다. 심한 경우 머리카락이 퇴보하여 재발하지 않는 경우도 있다. 체모가 모두 빠진 사람 중 회복되는 사람은 10% 미만이다.

## 증상
전형적인 첫 증상은 부분적으로 체모가 빠지게 된다. 두피는 긁히지 않고 피상적으로 평범해 보인다. 탈모의 패턴은 사람마다 다양하지만, 대개 둥글거나 타원형이다.
원형 탈모증은 두피와 턱수염에 가장 많은 영향을 주지만, 머리카락과 같은 신체 어느 부위에나 발생할 수 있다. 피부의 다른 부위에서는 탈모와 회귀현상이 동시에 나타날 수 있다. 이 병은 또한 잠시 동안 완화될 수도 있고, 영구적일 수도 있으며 어린이들에게 흔하다. 또한 탈모 부위가 뒤틀리거나 아플 수 있다. 머리카락이 짧은 시간에 걸쳐 빠지는 경향이 있는데, 일반적으로 두피 한쪽에서 다른 쪽보다 더 많이 발생한다.

## 원인
원형 탈모증은 신체가 자신의 아나겐 모낭을 공격하여 모발의 성장을 억제하거나 멈추게 하는 전신 자기 면역 장애이다. 예를 들어, 영향을 받은 모낭 주위의 T세포 림프구 군집은 염증과 그에 따른 탈모를 유발한다. 정상적인 상태의 모낭은 면역체계로부터 안전하게 유지되는데 그렇지 않다면, 탈모증의 원인이 될 수 있다. 선천성 탈모증을 가지고 태어난 아기의 몇 가지 사례가 보고되기도 한다. 원형 탈모증은 전염성이 없다. 또한 두 명 이상의 영향을 받은 구성원을 가진 가족을 연구함으로써, 탈모증의 위험이 증가된 유전적 연관성에 대한 강력한 증거가 발견되었다. 이 연구는 게놈에서 이러한 유전자를 함유할 가능성이 있는 최소 4개 지역을 확인했다. 또, 이 병은 류마티스 관절염, 제1형 당뇨병, 셀리악병 등 다른 자가면역질환과 유전적 위험요인을 공유한다. 2010년, 탈모증과 관련된 129개의 단일 뉴클레오티드 다형성체를 식별하는 게놈전역적 연관 연구가 완료되었다. 식별된 유전자는 규제 T세포의 활성화와 증식을 통제하는 데 관여하는 사람, 세포독성 T 림프구 관련 항원 4, 인터루킨-2 수용체 A, Eos 및 인간 백혈구 항원을 포함한다.

## 진단
이 질환은 보통 임상적 특징에 근거하여 진단된다. 모발검사법은 진단을 확립하는 데 도움이 될 수 있다. 정기적으로 분포하는 "황색 점"(고혈압 플러그), 작은 느낌표 털, "검은 점"(모낭 개구부의 털)을 보여준다.
그러나 종종 느낌표 털로 둘러싸인 탈모 부위는 탈모증의 임상 진단에 충분하다. 때때로, 에리테마라고 불리는 피부의 붉은 색은 또한 골동 부위에 존재할 수 있다.
조직검사는 탈모증의 관리에 있어서 진단이나 도움을 주기 위해 거의 필요하지 않다. 역사학적인 발견에는 심막 림프구("벌의 온기")가 포함된다. 가끔, 비활성 탈모증에서는 염증성 침투가 발견되지 않는다. 다른 유용한 연구 결과로는 모근과 모낭의 색소 요실금, 텔로겐에 대한 아나겐 대 텔로겐 비율의 변화 등이 있다.